# Cereno Upham Jones
Cereno Upham Jones (1767–1851) var en landmand, købmand og politisk figur i Nova Scotia, Canada. Han repræsenterede Annapolis County i Nova Scotia House of Assembly fra 1816 til 1818.
Han blev født i Annapolis County, Nova Scotia, søn af Elisha Jones. Han blev valgt til den provinsielle forsamling i et valg i 1816 afholdt efter Peleg Wiswall blev dommer. Efter sin fuldførte periode i forsamlingen, arbejdede Jones som dommer for retfærdighed og fred i Court of Common Pleas. Han døde i Weymouth.
Hans datter Eliza giftede sig med Samuel Campbell, som også arbejdede i den lokale forsamling. Hans oldebarn Herbert Ladd Jones blev også valgt ind i Canadian House of Commons.